# Fredrika-Runeberg-Stipendium

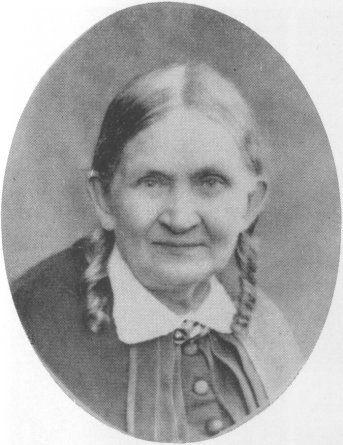
Fredrika Runeberg, hier auf einem Porträt von 1875, ist die Namensgeberin des Fredrika-Runeberg-Stipendiums

Das Fredrika-Runeberg-Stipendium, originalsprachlich Fredrika Runeberg-stipendiet (schwedisch), ist eine wichtige Ehrung in Svenskfinland – dem schwedischsprachigen Finnland –, mit dem jährlich Frauen oder Organisationen für ihr Engagement in der Gesellschaft ausgezeichnet werden.
Der Preis wird jährlich am 2. September, dem Geburtstag von Fredrika Runebergs, in ihrem ehemaligen Wohnhaus in Borgå (finnisch Porvoo) vergeben. Im Jahr 2023 war er mit 10.000 Euro dotiert.

## Name und Hintergrund
Namensgeberin des Preises ist Fredrika Runeberg (1807–1879), die als Finnlands erste weibliche Zeitungsredakteurin sowie erste Schriftstellerin gilt und die in ihren Texten eine kritische Analyse der privaten und gesellschaftlichen Stellung der Frauen des Landes vorgelegt hat. Als Frau von Johan Ludvig Runeberg kümmerte sie sich um einen großen Haushalt und bekam acht Kinder. Gleichzeitig war sie selber Autorin und eine hochgebildete Person. Sie nahm für unverheiratete Frauen Stellung und setzte sich für das Recht von Frauen auf Schulbildung, Arbeit und Studium ein.
Das Stipendium wird aus einem speziellen Fonds der finnlandschwedischen Stiftung Svenska kulturfonden bezahlt, dem „Fredrika-Runeberg-Stipendiumsfonds“ (Fredrika Runebergs stipendiefond), der 1986 auf Initiative der Literaturhistorikerin Karin Allardt Ekelund (1895–1990) eingerichtet wurde.
Da Engagement im Geiste der Namensgeberin geehrt wird, sind die Preisträgerinnen auch als „Fredrika des Jahres“ (årets Fredrika) bekannt. Anders als es der Name nahelegt, handelt es sich nicht um ein Stipendium, auf das man sich bewerben kann. Die Preisträger werden vielmehr durch einen Ausschuss, dem „Fredrika-Runeberg-Komitee“ (Fredrika  Runeberg-kommittén), ernannt, dessen Repräsentanten von den Stiftungen Svenska kulturfonden, Svenska folkskolans  vänner, Svenska Kvinnoförbundet und Finlands svenska Marthaförbund delegiert werden. 

## Preisträgerinnen
- 1987 Gisela Gästrin
- 1988 Siv Their
- 1989 Ann-Charlotte Elo
- 1990 Paula Wilson
- 1991 Birgitta Vikström
- 1992 Yvonne Hoffman
- 1993 Ann-Mari Häggman
- 1994 Ebba Jacobsson
- 1995 Merete Mazzarella
- 1996 Elisabeth Rehn
- 1997 Marianne Ivars
- 1998 Birgitta Boucht
- 1999 Nytte Ekman
- 2000 Kristina und Fjalar Holmqvist
- 2001 Märta Tikkanen
- 2002 Astrid Segersven
- 2003 Elsa Westerholm
- 2004 Mirjam Kalland
- 2005 Marianne Käcko
- 2006 Eva Biaudet
- 2007 Maria Sundblom
- 2008 Elly Sigfrids
- 2009 Christina Lång
- 2010 Gun Oker-Blom
- 2011 Astrid Thors
- 2012 Hilkka Olkinuora
- 2013 Anne Salovaara-Kero
- 2014 Gunvor Brettschneider
- 2015 Jeanette Björkqvist
- 2016 Heidi Lunabba
- 2017 Laura Londén
- 2018 Astra
- 2019 Christina Gestrin
- 2020 Sjuksköterskeföreningen i Finland
- 2021 Krisjouren för unga bei HelsingforsMission
- 2022 Gunilla Luther-Lindqvist
- 2023 Petra Laiti